# 隆德市镇
隆德市镇（瑞典語：Lunds kommun）是瑞典南部斯科讷省的一个市镇。其治所位于隆德。